# USS Michigan (BB-27)
USS Michigan (BB-27) – amerykański pancernik typu South Carolina, drugi okręt United States Navy noszący nazwę pochodzącą od the 26 stanu USA.
Budowę okrętu zatwierdzono 3 marca 1905. Stępkę położono 17 grudnia 1906 w stoczni New York Shipbuilding Corporation w Camden. Jednostkę zwodowano 26 maja 1908, matką chrzestną była pani F. W. Brooks, córka sekretarza marynarki Trumana Newberry’ego. Pancernik wszedł do służby 4 stycznia 1910, pierwszym dowódcą został komandor N. R. Usher.
Okręt został przydzielony do Floty Atlantyku. Rejs odbiorczy, który trwał do 7 czerwca 1910, odbył w pobliżu wschodniego wybrzeża USA i na wschodnim Morzu Karaibskim. 29 lipca wyszedł z portu nowojorskiego na manewry i udał się na wody okalające Nową Anglię i środkowe wybrzeże atlantyckie. 2 listopada opuścił Boston i popłynął w rejs szkoleniowy do zachodniej Europy. 8 grudnia po wizycie w Isle of Portland (Anglia) dotarł do Cherbourga (Francja). 30 grudnia wypłynął na Karaiby i 10 stycznia 1911 dopłynął do bazy w zatoce Guantánamo na Kubie. 14 stycznia dotarł do Norfolk.
„Michigan” operował wzdłuż atlantyckiego wybrzeża USA do 15 listopada 1912, do wyjścia z rejonu Virginia Capes na rejs do Zatoki Meksykańskiej. 12 grudnia po odwiedzinach w Pensacola, Nowym Orleanie i Galveston dotarł do Veracruz w Meksyku. Dwa dni później odpłynął do domu i 20 grudnia dotarł do Hampton Roads. Operował w tym rejonie do momentu opuszczenia Quincy 6 lipca, po czym wrócił ponownie do Zatoki Meksykańskiej na wody Meksyku, by bronić interesów amerykańskich. 15 lipca zakotwiczył w pobliżu Tampico i pozostawał w pobliżu meksykańskiego wybrzeża do 13 stycznia 1914, potem odpłynął do Nowego Jorku. 20 stycznia zawinął do Brooklyn Navy Yard.
14 lutego wypłynął z Norfolk do zatoki Guantánamo, 19 marca wrócił do Hampton Roads. W rejs wyszedł ponownie 16 kwietnia i dołączył do amerykańskich sił w Veracruz. Do tego meksykańskiego miasta dotarł 22 kwietnia, wysadził batalion marines, który miał stanowić część głównych sił okupacyjnych. Następnie operował w pobliżu wybrzeża Meksyku. Do macierzystego portu udał się 20 czerwca, 16 kwietnia przeszedł przez Delaware Capes.
11 października 1914 wyszedł ponownie w morze i od tego czasu do momentu przystąpienia USA do I wojny światowej operował z portów wschodniego wybrzeża Stanów Zjednoczonych. 6 kwietnia 1917 został przydzielony do Battleship Force 2 do eskortowania konwojów i szkolenia rekrutów, uczestniczył w manewrach floty i ćwiczeniach bojowych. 15 stycznia 1918, w czasie rejsu w formacji floty w pobliżu Cape Hatteras, ażurowa konstrukcja przedniego masztu załamała się podczas ciężkiego sztormu i maszt został zmyty za burtę. Sześciu członków załogi zginęło, a 13 zostało rannych (5 ciężko). „Michigan” udał się do Norfolk, gdzie następnego dnia przekazał ofiary wypadku na „Solace”. 22 stycznia wszedł na remont do Philadelphia Naval Shipyard. Na początku kwietnia okręt wznowił operacje w pobliżu wschodniego wybrzeża USA i szkolił artylerzystów w Zatoce Chesapeake do końca I wojny światowej.
Pod koniec grudnia 1918 otrzymał przydział do sił krążowniczych i transportowych (ang. Cruiser and Transport Force). Odbył dwie podróże do Europy (18 stycznia-3 marca i 18 marca-16 kwietnia 1919), w drodze powrotnej zabrał 1052 żołnierzy do Stanów Zjednoczonych.
Po przejściu przeglądu w Filadelfii w maju i czerwcu „Michigan” wznowił ćwiczenia na Atlantyku i prowadził je do 6 sierpnia, wtedy został umieszczony w ograniczonej służbie (ang. limited commission) w Philadelphia Naval Shipyard. Następnie 19 maja 1919 wyszedł w morze, popłynął do Annapolis, by wziąć na pokład podchorążych (ang. midshipman) na rejs szkolny przez Kanał Panamski do Honolulu, dokąd dotarł 3 lipca. Następnie udał się do głównych portów zachodniego wybrzeża USA i zatoki Guantánamo, 5 września wrócił do portu w Filadelfii i został umieszczony w stanie „in ordinary”. 4 kwietnia 1921 wypłynął na Karaiby. Do Hampton Roads dotarł 23 kwietnia, a do Annapolis 18 maja. Tam rozpoczął kolejny letni rejs szkolny. 4 czerwca wyszedł w rejs do Europy, w trakcie którego odwiedził Kristianię (Norwegia), Lizbonę (Portugalia) i Gibraltar. Do Hampton Roads wrócił 11 sierpnia przez Guantánamo.
Po raz ostatni wyszedł w morze 31 sierpnia, by odbyć podróż w górę rzeki Delaware do Filadelfii. Tam dotarł 1 września. 11 lutego 1922 został wycofany ze służby w Philadelphia Naval Shipyard, a 10 listopada 1923 skreślony z listy okrętów. Zgodnie z ustaleniami traktatu waszyngtońskiego okręt, wraz z czterema innymi pancernikami został zezłomowany w stoczni filadelfijskiej w 1924. Stal z ich kadłubów została sprzedana do czterech różnych hut.